# Jan Danckaert
Jan Danckaert (6 juli 1964) is een Belgisch hoogleraar toegepaste natuurkunde aan de Vrije Universiteit Brussel. Sinds 1 maart 2022 is hij rector ad interim van die universiteit. Op 21 juni 2022 werd hij verkozen als rector voor een periode van 4 jaar.
Danckaert studeerde fysica aan de Universiteit Antwerpen. Daarna werd hij assistent bij de Ingenieurswetenschappen aan de VUB. In 1992 behaalde hij een doctoraat in de niet-lineaire optica. Na een periode als postdoctoraal onderzoeker bij het FWO, waarbij hij onder andere onderzoek deed aan het Institut polytechnique de Grenoble (1993) en het IFISC op Mallorca (2001-2002), werd hij in 2005 voltijds hoogleraar aan de VUB bij de Wetenschappen en (Bio-)Ingenieurswetenschappen.
- Bibsys: 3055650
- DBLP: 155/2248
- International Standard Name Identifier: 0000 0003 8423 6514
- Library of Congress Control Number: no2003050268
- ORCID: 0000-0002-7204-0031
- Système universitaire de documentation: 188169733
- Virtual International Authority File: 274176075